# Polyphaga
Polyphaga er en underorden af biller, der indeholder ca. 90% af alle nulevende billearter. Polyphaga omfatter 144 familier, og udviser en meget stor variation i specialisering og tilpasning, med over 300.000 beskrevne arter.
| Biologi | Spire Denne artikel om biologi er en spire som bør udbygges. Du er velkommen til at hjælpe Wikipedia ved at udvide den. |